# Давидова Галина Миколаївна
Гали́на Микола́ївна Дави́дова (* 20 січня 1955, Львів, Українська РСР) — українська театральна і кіноакторка, артистка Національного академічного українського драматичного театру імені Марії Заньковецької. Заслужена артистка України (2009).

## Біографічні відомості
Народилася в сім'ї переселенців з Росії: мама приїхала з-під Ленінграда, тато — із Куйбишева. Батьки разом працювали на львівському автобусному заводі.
Кілька разів пробувала вступати у театральні інститути у Москві і Ленінграді, але врешті-решт вступила до Львівської театральної студії при театрі імені Марії Заньковецької. Після закінчення (у 1976) стала акторкою цього театру.
У 1986 році закінчила театрознавчий факультет Київського театрального інституту імені Івана Карпенка-Карого.
У творчому доробку акторки — близько 90 ролей у кіно і в театрі.

## Родина
- Чоловік — Вадим Яковенко, актор, заслужений артист України.
  - Донька — Віра Яковенко, кінорежисерка.

## У театрі
Творчий шлях у театрі починала як лірико-драматична акторка, але згодом з'явилися і характерні ролі, і комедійні, і трагічні.
|  | Мій дебют у театрі починався саме з Шекспіра. Ще студенткою театральної студії мене ввели на роль принца Уельського у виставі «Річард ІІІ», на місце актриси, яка пішла у декретну відпустку. Потім була вистава «Отелло». Цікаво, що на роль Дездемони було багато претенденток. … Алла Бабенко зробила ставку на молодих актрис і призначила на цю роль мене і Таню Каспрук. Ми їздили з цією виставою у Білорусь, Польщу, і там були дуже схвальні відгуки. Перед цим були цікаві роботи у виставах «Розорене гніздо» і «Лісова пісня», де я теж грала головні ролі. Для молодої актриси це був шалений успіх. … Значно пізніше були цікаві ролі Павлинки у «Хазяїні», Софії у «Безталанній». |

## Відзнаки і нагороди
Про нагородження звання заслуженого артиста: 
|  | Це була приємна несподіванка. Думала, що зі зміною президента я цього звання вже не отримаю. Навіть не вірила, коли у театрі мене вітали колеги і дирекція. Тепер у нашій сім'ї — двоє заслужених артистів України Вадим Яковенко. Часто актори кажуть, що не надають значення званням, але у театрі звання мають вагу. Коли на одну роль призначено двох акторів — один, скажімо, заслужений, а інший без звання, — прем'єру, звичайно, гратиме заслужений. Серед «заньківчан» з мого покоління я одна досі була без звання. Дехто з моїх ровесників — Степан Глова, Дарія Залізна, Ярослав Мука — уже встигли стати народними артистами. Так що, можна сказати, нагорода довго шукала героя (тобто героїню), але нарешті знайшла. |

## Фільмографія
В Олега Бійми знімалася в багатьох епізодах: «Крадіжка», «Злочин з багатьма невідомими». Ярослав Лупій зняв фільм «Партитура на могильному камені», де Давидова — у ролі старшої медсестри у психлікарні. Знялася в епізодах білоруського фільму «Червона лінія». У Тараса Жирка знялася у головній ролі у фільмі «Гітарист».